# Karl Wagner (Maler, 1887)
Karl Wagner (* 6. April 1887 in Kaunowa bei Saaz; † 14. August 1966 in Wien) war ein deutsch-böhmischer  Porträtmaler und  Landschaftsmaler.

## Leben und Wirken
Karl Wagner wurde als Sohn von Karl und Katharina Wagner in Kaunowa Nr. 7 geboren, sein Vater war Landwirt. Er absolvierte 1907 und von 1910 bis 1914 die Akademie der Bildenden Künste Prag bei Hanuš Schwaiger (1854–1912) und Franz Thiele (1868–1945). Von 1908 bis 1910 studierte er an der Akademie der Bildenden Künste München bei Carl von Marr (1858–1936) sowie in Paris bei Lucien Simon (1861–1945) und Gaston Anglade (1854–1931).
Zu seinen Freunden gehörte der Maler Antonín Slavíček (1870–1910). Bis 1914 widmete er sich der Porträtmalerei.
Während des Ersten Weltkriegs unternahm er Studienreisen nach Finnland, Italien, Spanien, Nordafrika und Dalmatien. Danach lebte er in Prag und widmete sich besonders der Landschaftsmalerei. Im Mai 1919 wurde er zum stellvertretenden Obmann des Metznerbundes Prag gewählt.
Er war Mitglied im Verein deutscher bildender Künstler in Böhmen, im Metznerbund, in der Gruppe Junge Kunst Prag und in der Prager Secession. Nach dem Zweiten Weltkrieg wurde er aus der Tschechoslowakei  vertrieben. Er beendete seine künstlerische Laufbahn und ging nach Wien, wo er zurückgezogen lebte und 1966 starb.

## Werke (Auswahl)
- Federnschleißen (um 1916), Regionalgalerie Liberec[7]
- Hopfenplücken (1918), Regionalgalerie Liberec[8]
- Blumenstrauß (1918)[9]
- Sonja Box (1918), Regionalgalerie Liberec[2]
- Segovia (1925)[2]
- Motiv aus Süditalien[10]
- Motiv aus Dalmatien[11]
- Murnauer Moos[11]
- Holländischer Hafen mit Booten[12]
- Porträt eines Mannes[12]
- Partie bei San Remo[12]
- Dorfansicht im Sommer[12]
- Daubaer Schweiz (1936)[12]
- Neapolitanische Küstenstrasse[12]
- Uferlandschaft am Gardasee[13]
- Nashörner[13]
- Fischerstädtchen[13]
- Blumenstrauß (1943)[13]
- Gebirgslandschaft mit Bachlauf[14]
- Getreidegarben[14]
- Stillleben mit Topfpflanzen und verschiedenen Blumen[14]

## Ausstellungen
Er war u. a. auf den folgenden Kunstausstellungen vertreten:
- Sonderausstellung Karl Wagner und August Brömse im Kunstverein für Böhmen Prag (ohne Datum)[15]
- Sonderausstellung Karl Wagner im Künstlerhaus Prag (1927)[15]
- Junge Kunst in Prag (1928)
- Prager Secession (1929 bis 1937)
- Sudetendeutsche Kunstausstellung in Nürnberg (1931)
- Moderne tschechoslowakische Kunst in Wien (1934)
- Internationale Kunstausstellung Karlsbad (1930 und 1931)

Von der deutschen Sektion der Modernen Galerie Prag wurden seinerzeit zahlreiche Werke erworben, die sich jetzt in der Regionalgalerie Liberec und in der Nationalgalerie Prag befinden.